# Formica nitidiventris
Formica nitidiventris är en myrart som beskrevs av Carlo Emery 1893. Formica nitidiventris ingår i släktet Formica och familjen myror. Inga underarter finns listade i Catalogue of Life.

## Bildgalleri

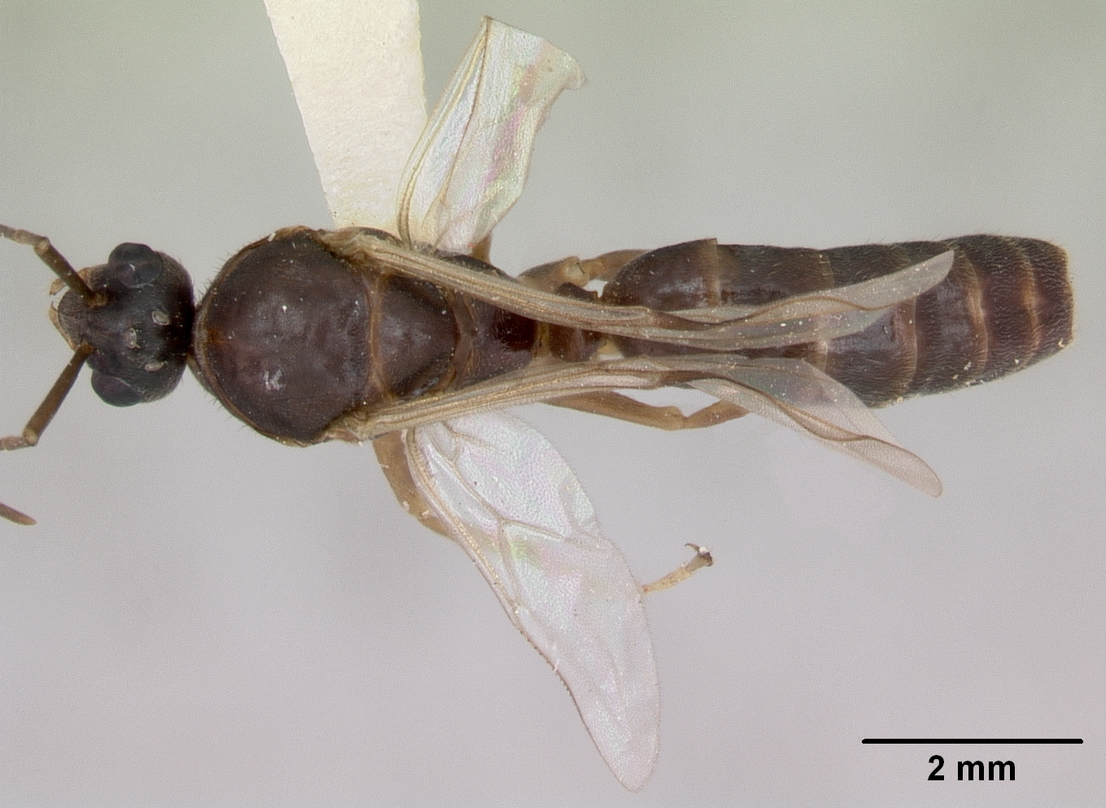
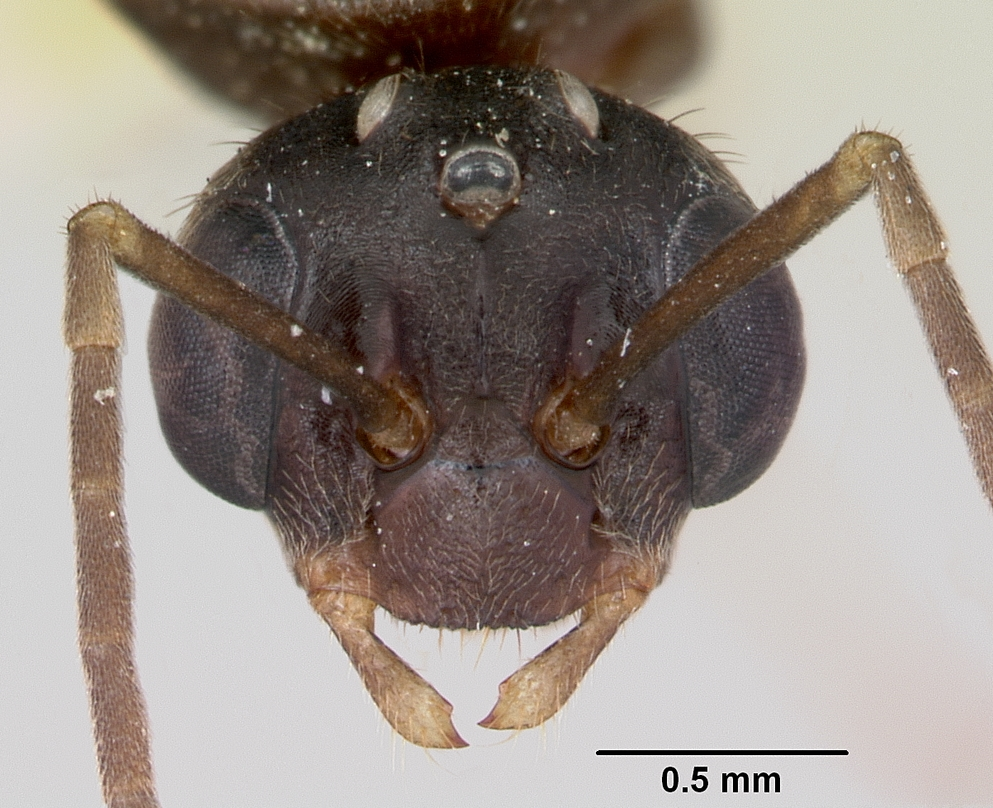
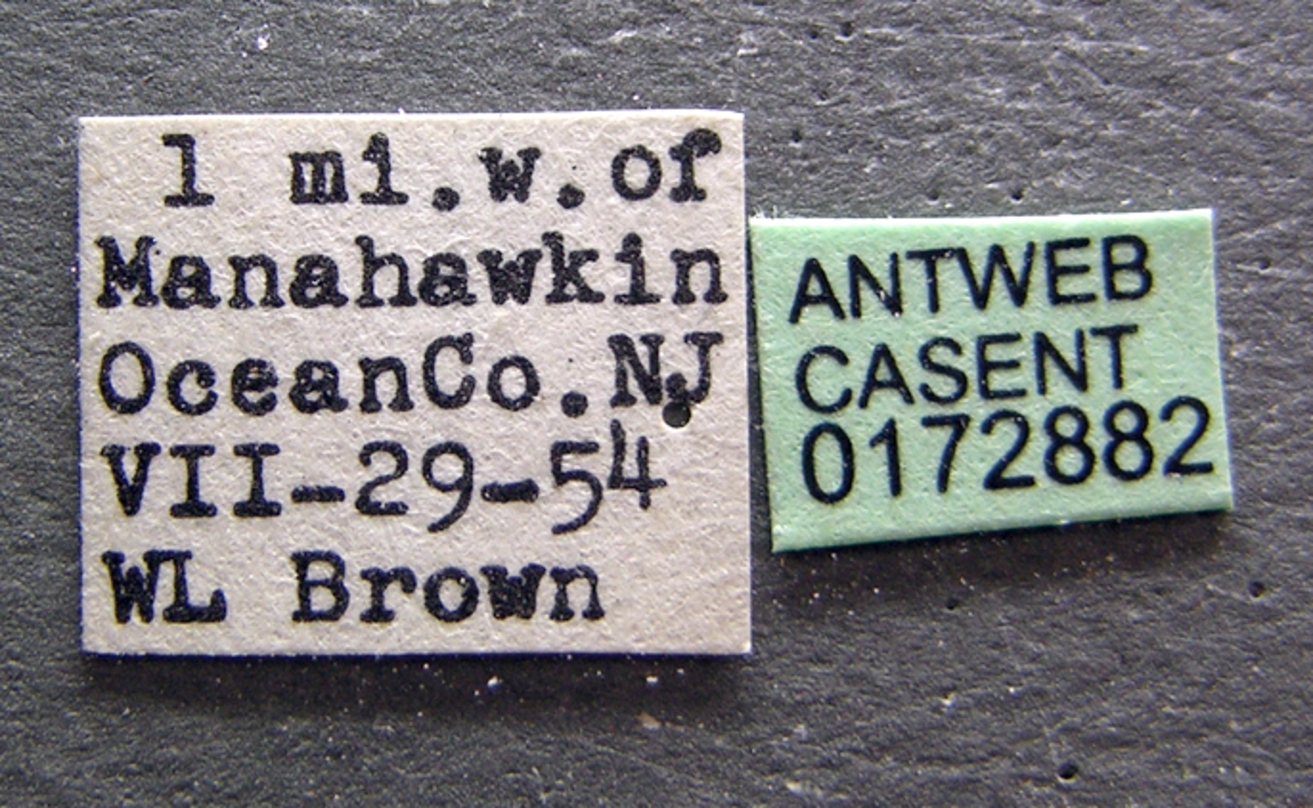
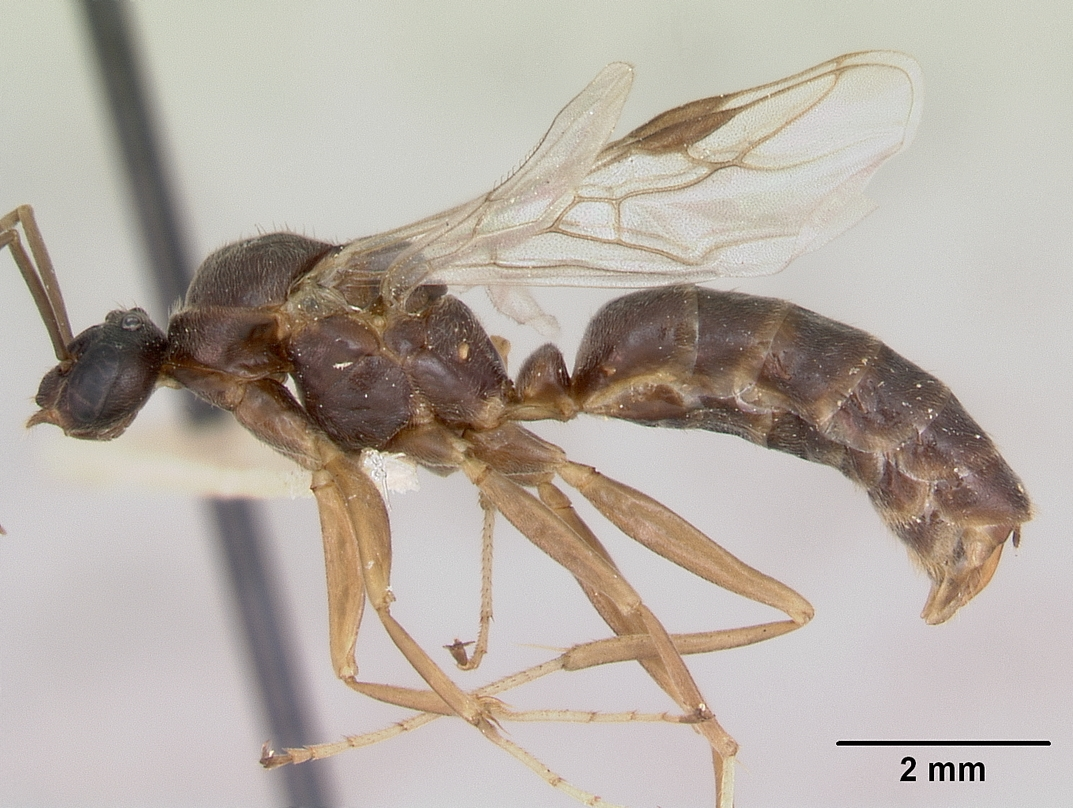
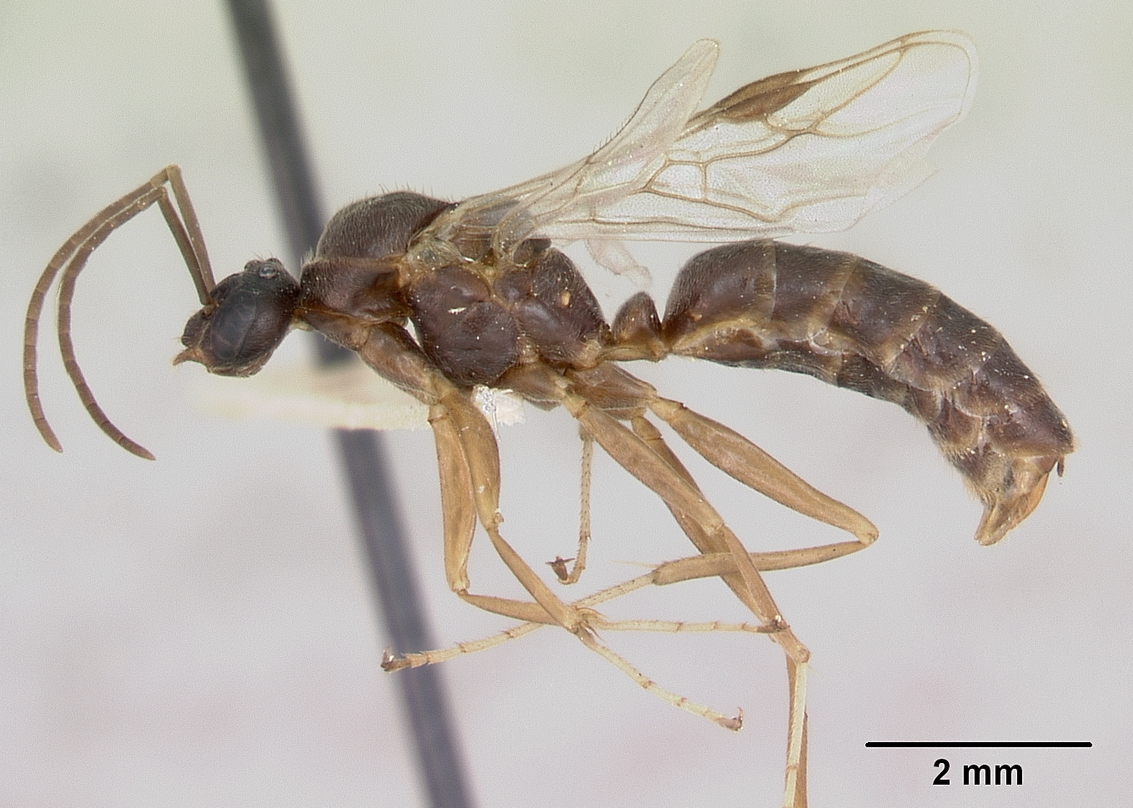
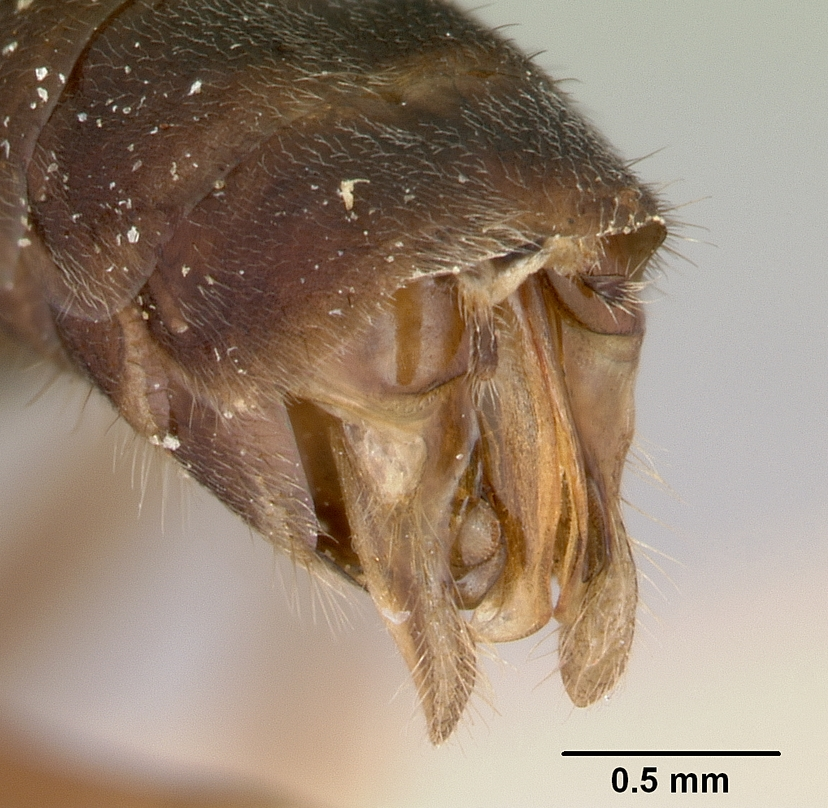